# Synagogue Adath Israël (Strasbourg)
La Synagogue Adath Israël est une synagogue de rite sfard (hassidique) à Strasbourg (Bas-Rhin). Elle est située d'abord rue de la Nuée-Bleue, puis rue Sellénick. 

## Adresse
9 rue Sellénick
67000 Strasbourg

## Histoire
La Synagogue Adath Israël de Strasbourg est fondée en 1933.

## Cimetière
La communauté a son propre cimetière (cimetière "Etz Haïm" de Cronenbourg)

## Rabbins
par ordre chronologique:
- Itshak Runès
- Avraham David Horowitz 1947-1977
- Roger Winsbacher
- Michaël Szmerla, Dayan de la communauté de Strasbourg